# Wiktor Labus
Wiktor Labus (ur. 19 października 1904 w Szopienicach, zm. ?) – polski górnik i działacz robotniczy.

## Życiorys
Był synem górnika. Ukończył szkołę ludową w swoich rodzinnych Szopienicach, a następnie podjął pracę w kopalni „Janów” i został działaczem Wolnych Związków Zawodowych. W 1924 został zwolniony za udział w strajku, jednak w 1928 przywrócono go do pracy i zatrudniony był w tejże kopalni do lat powojennych.
Przed II wojną światową przystąpił do Komunistycznej Partii Polski, a w 1944 do Polskiej Partii Robotniczej, która w 1948 współtworzyła Polską Zjednoczoną Partię Robotniczą. Od 1947 do 1952 pełnił mandat posła na Sejm Ustawodawczy. Należał do Związku Zawodowego Górników.
Otrzymał Brązowy (1946) i Złoty (1955) Krzyż Zasługi oraz Medal 10-lecia Polski Ludowej (1955).